# Odontopleurida
Gli Odontopleurida  sono un ordine di trilobiti strettamente imparentato filogeneticamente con l'ordine dei Lichida. Infatti,
alcuni esperti li considerano appartenenti ai Lichidi.
Comparvero nel Cambriano Medio e si estinsero nel Frasniano (Devoniano Medio)

## Etimologia
Odontopleurida deriva dal greco, 'οδούς (nominativo) - 'οδόντος (genitivo ) che vuol dire dente, e πλευρά (nominativo)  - πλευρας (genitivo) che significa costola, fianco.

## Descrizione
Gli Odontopleurida sono micropigi, hanno generalmente da 8 a 13 segmenti toracici e possiedono spine molto sviluppate.